# Saint-Laurent-de-Jourdes
Saint-Laurent-de-Jourdes è un comune francese di 168 abitanti situato nel dipartimento della Vienne nella regione della Nuova Aquitania.

## Società

### Evoluzione demografica
Abitanti censiti